# Tram-Train Mulhouse–Vallée de la Thur

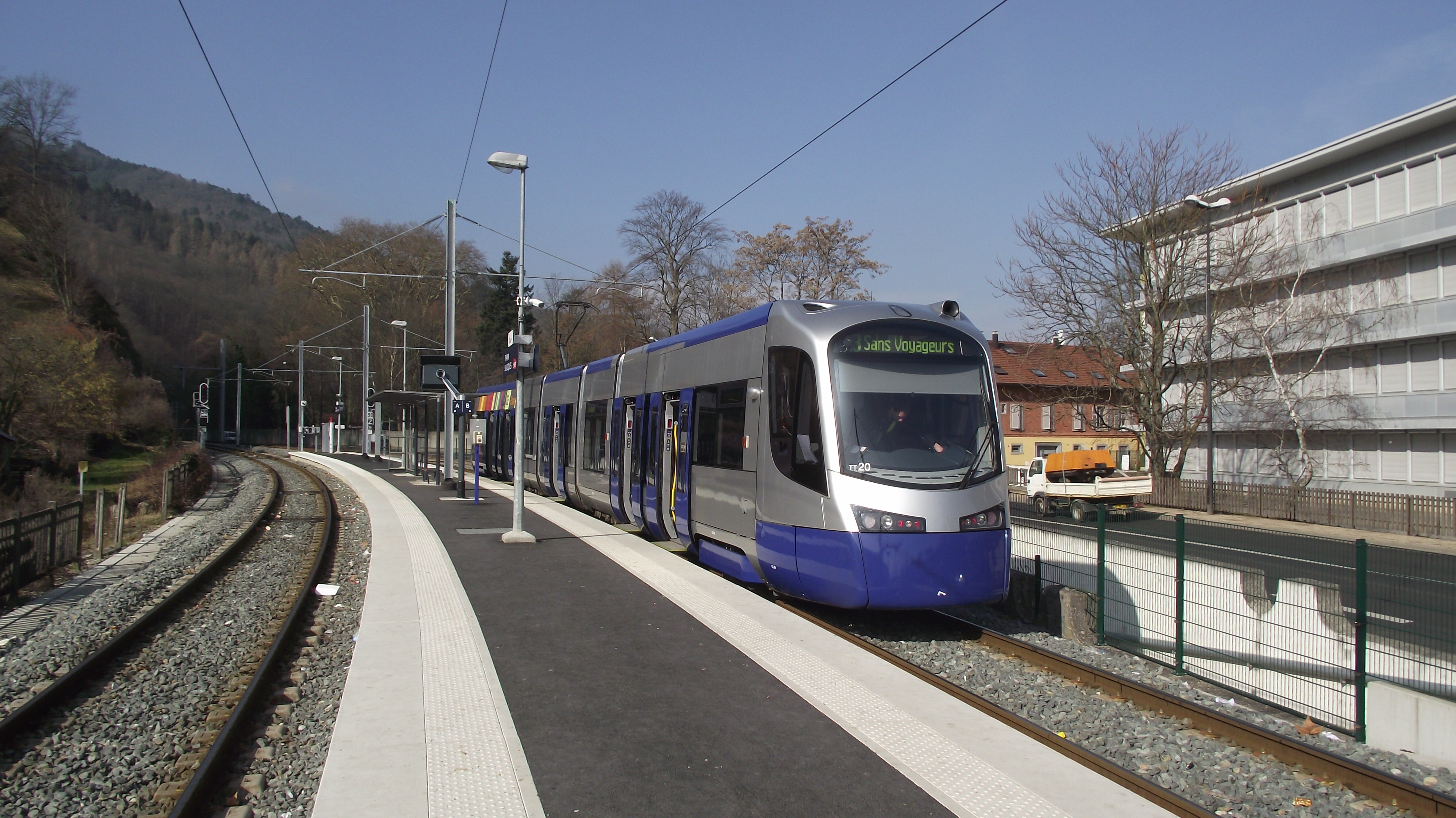
Avanto Tram-Train in Thann St-Jacques

Der Tram-Train Mulhouse–Vallée de la Thur verbindet die Mulhouser Innenstadt mit der Gemeinde Thann im Thurtal. Die Linie benutzt die Gleise der Linie 3 der Mülhausener Straßenbahn von der Haltestelle Gare Centrale zur Haltestelle Lutterbach Gare und geht dann auf die Gleise der Bahnstrecke Lutterbach–Kruth über. Zu einem späteren Zeitpunkt soll der Tram-Train weiter bis nach Kruth fahren. Die Inbetriebnahme fand am 12. Dezember 2010 statt, gleichzeitig ging die Linie 3 der Straßenbahn Mülhausen in Betrieb. Es ist die erste „verknüpfte“ Tram-Train-Strecke Frankreichs (abgesehen von der aus dem deutschen Saarbrücken kommenden Saarbahn in Saargemünd).

## Geschichte

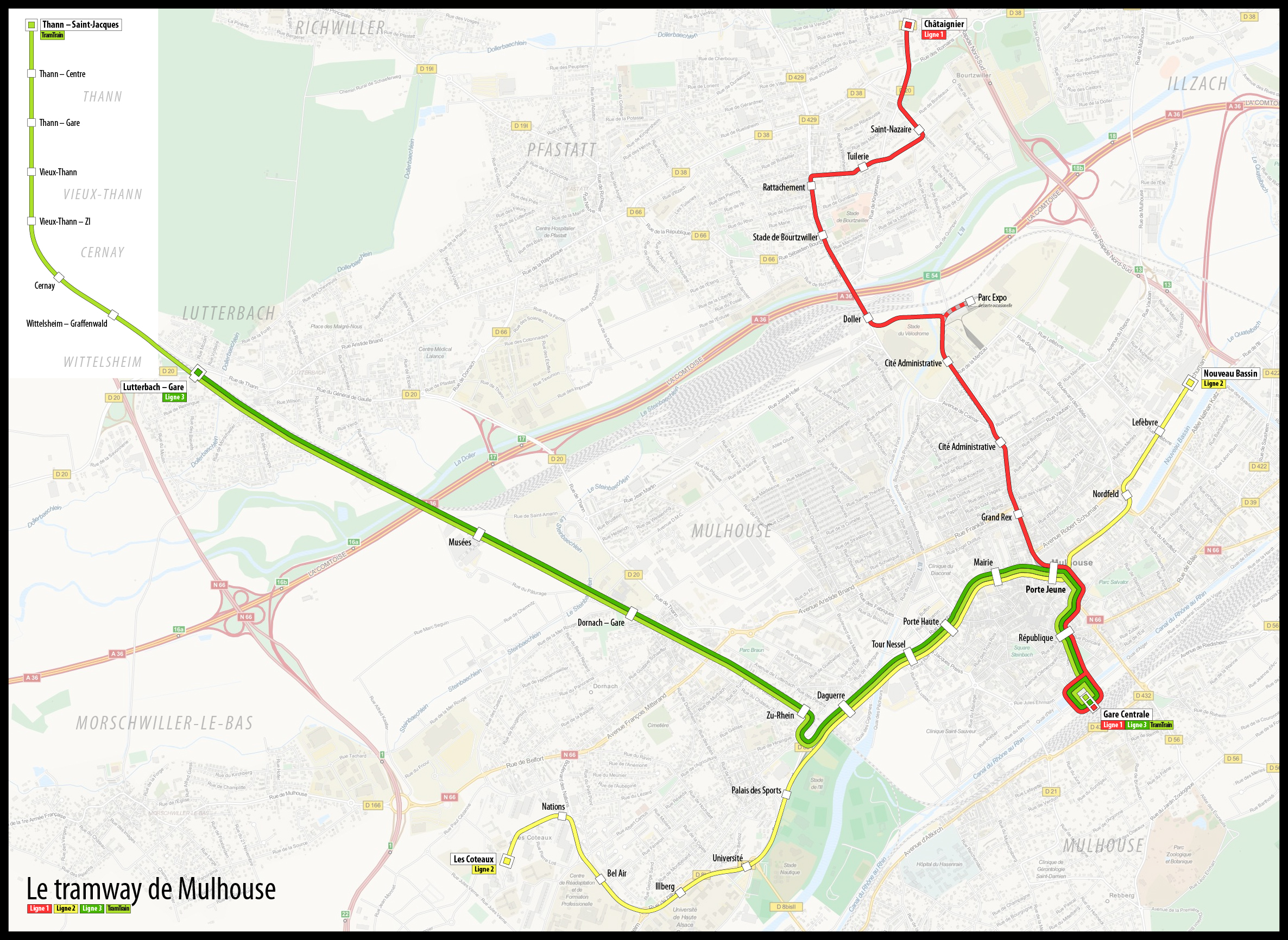
Streckennetzplan

Ab dem Jahr 1991 fanden Diskussionen über die Wiedereinführung eines öffentlichen Verkehrssystems auf eigener Trasse in Mülhausen statt. Im Jahr 1997 wurde die Bahnstrecke Lutterbach–Kruth für 30 Millionen Euro modernisiert. Die Machbarkeitsstudie für einen Tram-Train auf der Bahnstrecke Lutterbach–Kruth wurde veröffentlicht. Am 11. Oktober 2004 erfolgte die Feststellung des öffentlichen Nutzens (Déclaration d'utilité publique (DUP)) des Projektes. Anfang 2006 fand die Vergabe der Bauarbeiten und die Bestellung der Tram-Train-Fahrzeuge statt.
Im Jahr 2007 begannen die Bauarbeiten, die sich 2008 auf den Bau von Bauwerken und die Erdarbeiten für die neuen Gleise konzentrierten. Im selben Jahr wurde der Bahnhof Thann-St-Jacques an seinen neuen Standort verlegt. Die Verlegung der neuen Gleise und der Bau der Oberleitung fanden 2009 statt, wie auch die Fertigung der Tram-Train-Fahrzeuge, die von Siemens gebaut wurden. Im Jahr 2010 fanden abschließende Baumaßnahmen wie der Bau der Bahnsteige, die Inbetriebnahme des neuen Signalsystems und die Anlieferung der Fahrzeuge statt. Die erste Testfahrt von Lutterbach nach Graffenwald fand am 3. Juni 2010 statt. Die Versuchsfahrten auf dem Straßenbahnnetz hatten am 23. November 2009 begonnen. Die Inbetriebnahme erfolgte am 12. Dezember 2010.

## Infrastruktur

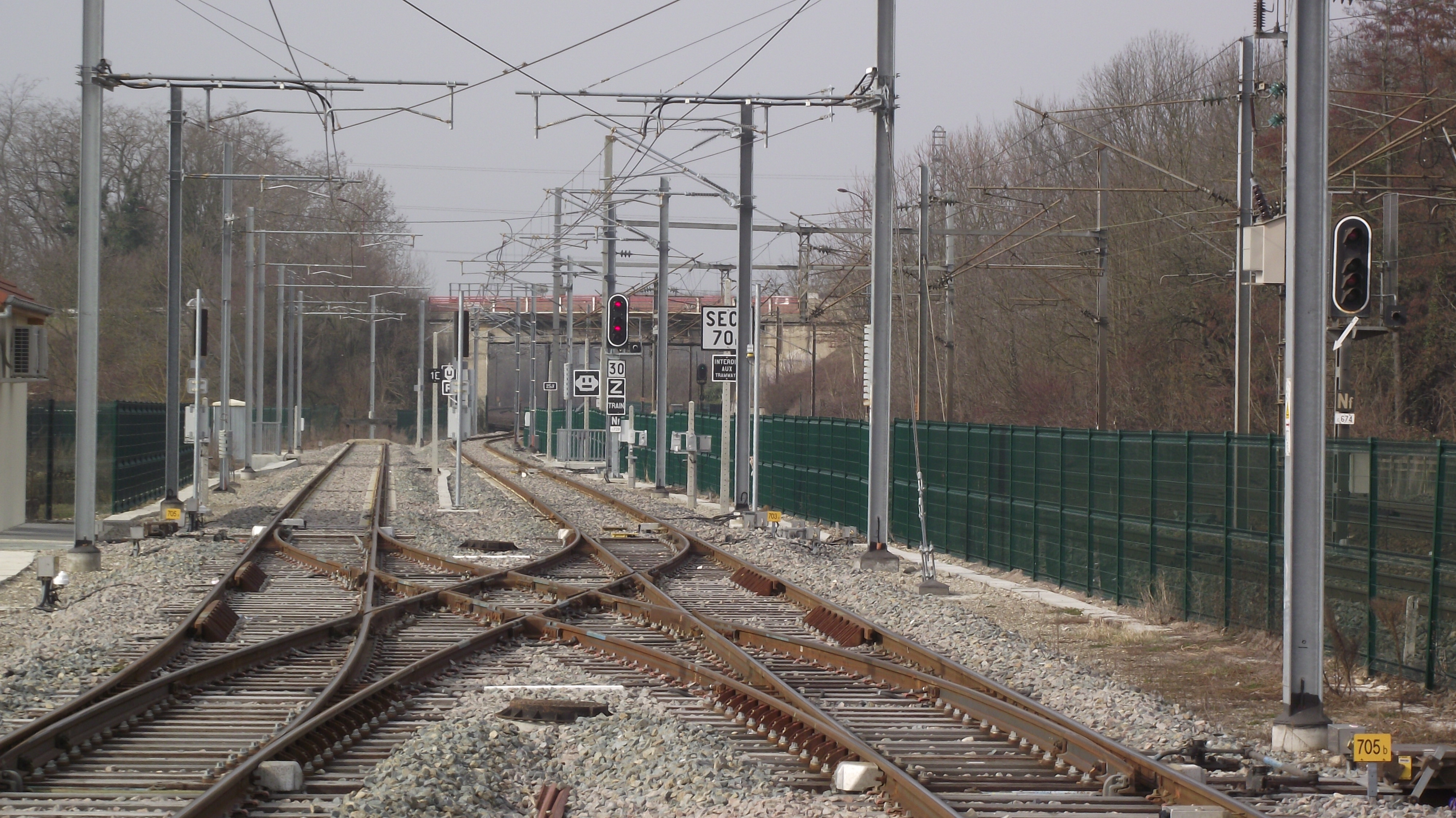
Systemwechsel Straßenbahn/Eisenbahn in Lutterbach, links befindet sich das Kehrgleis der Straßenbahn

Die Tram-Train-Strecke ist 22 Kilometer lang. Die Höchstgeschwindigkeit beträgt 100 km/h, die Durchschnittsgeschwindigkeit liegt bei 29 km/h.
Vom Hauptbahnhof bis zum Kreisverkehr Stricker benutzt der Tram-Train die Gleise der Linie 2 der Straßenbahn Mülhausen. Von dort wurden zwei neue Gleise bis zum Bahnhof Dornach verlegt, anschließend geht es eingleisig bis zum Bahnhof Lutterbach weiter. Dieser Abschnitt der Strecke wird von der Linie 3 mitbenutzt, die in Lutterbach endet, wofür ein Kehrgleis entstand. Ab Lutterbach benutzt der Tram-Train die Bahnstrecke Lutterbach–Kruth bis nach Thann Saint-Jacques, die hierfür mit Oberleitung elektrifiziert wurde.
Für die Inbetriebnahme des Tram-Trains mussten, unter anderem, zusätzliche Kreuzungsmöglichkeiten an drei Bahnhöfen geschaffen werden. Außerdem musste der Tunnel in Thann abgerissen werden, um an gleicher Stelle eine Station einzurichten. Zusätzlich musste ein Abstellgleis westlich des Bahnhofs Thann Saint-Jacques erstellt werden.
Es mussten drei Brücken neugebaut werden. Der Bau einer zweigleisigen Brücke über die Rue du Tunnel und die Avenue François-Mitterrand in Mülhausen. Außerdem wurde die Unterführung unter der A 36 erweitert und eine neue eingleisige Brücke über die Doller gebaut.
Das Lichtraumprofil unter der Brücke der Route Nationale 83 zwischen Graffenwald und Cernay ist in der Höhe eingeschränkt, deshalb musste dort die Fahrdrahthöhe verringert werden. Die Fahrleitung ist zu diesem Zweck spannungslos. Deshalb muss der Stromabnehmer auf diesem Abschnitt gesenkt werden.

### Stationen
Die Strecke besitzt 18 Stationen.
| Tram-Train Mulhouse–Vallée de la Thur | Tram-Train Mulhouse–Vallée de la Thur | Tram-Train Mulhouse–Vallée de la Thur | Tram-Train Mulhouse–Vallée de la Thur |
| Station                               | Gemeinde(n)                           | Anschluss                             | Karte                                 |
| ------------------------------------- | ------------------------------------- | ------------------------------------- | ------------------------------------- |
| Thann Saint-Jacques                   | Thann                                 | SNCF                                  | 47° 48′ 47,5″ N, 7° 5′ 38,3″ O        |
| Thann Centre                          | Thann                                 |                                       | 47° 48′ 35″ N, 7° 6′ 6,4″ O           |
| Thann Gare                            | Thann                                 | SNCF                                  | 47° 48′ 32″ N, 7° 6′ 25,1″ O          |
| Vieux-Thann                           | Vieux-Thann                           | SNCF                                  | 47° 48′ 20,3″ N, 7° 7′ 11,8″ O        |
| Vieux-Thann ZI                        | Vieux-Thann                           |                                       | 47° 48′ 7″ N, 7° 7′ 59,6″ O           |
| Cernay                                | Cernay                                | SNCF                                  | 47° 48′ 7″ N, 7° 10′ 25,2″ O          |
| Wittelsheim-Graffenwald               | Wittelsheim                           | SNCF                                  | 47° 46′ 51,8″ N, 7° 13′ 28,4″ O       |
| Lutterbach Gare                       | Lutterbach                            | SNCF, Tram 3                          | 47° 45′ 29,6″ N, 7° 16′ 37,4″ O       |
| Musées                                | Mulhouse                              | Tram 3                                | 47° 45′ 2,4″ N, 7° 17′ 49,8″ O        |
| Dornach Gare                          | Mulhouse                              | SNCF, Tram 3                          | 47° 44′ 47,7″ N, 7° 18′ 30,7″ O       |
| Zu Rhein                              | Mulhouse                              | Tram 3                                | 47° 44′ 37,6″ N, 7° 18′ 59,7″ O       |
| Daguerre                              | Mulhouse                              | Tram 2, Tram 3                        | 47° 44′ 33,4″ N, 7° 19′ 28,1″ O       |
| Tour Nessel                           | Mulhouse                              | Tram 2, Tram 3                        | 47° 44′ 42,2″ N, 7° 19′ 43″ O         |
| Porte Haute                           | Mulhouse                              | Tram 2, Tram 3                        | 47° 44′ 47,9″ N, 7° 19′ 54,8″ O       |
| Mairie                                | Mulhouse                              | Tram 2, Tram 3                        | 47° 44′ 57,6″ N, 7° 20′ 8,2″ O        |
| Porte Jeune                           | Mulhouse                              | Tram 1, Tram 2, Tram 3                | 47° 44′ 58,3″ N, 7° 20′ 24,7″ O       |
| République                            | Mulhouse                              | Tram 1, Tram 3                        | 47° 44′ 45,5″ N, 7° 20′ 29,6″ O       |
| Gare Centrale                         | Mulhouse                              | SNCF, Tram 1, Tram 3                  | 47° 44′ 34″ N, 7° 20′ 34,8″ O         |

Außerhalb von Mülhausen wurden zwei neue Stationen erstellt: Vieux-Thann ZI und Thann Centre. Auf dem neuen Abschnitt, der gemeinsam mit der Tram 3 der Straßenbahn Mülhausen genutzt wird, wurden drei neue Stationen erstellt: Dornach Gare, Zu Rhein und Musées, in der Nähe der Cité du train.

### Verlängerung nach Kruth
Ursprünglich hätte der Tram-Train bis nach Kruth fahren sollen. Doch wegen Finanzierungsschwierigkeiten wurde das Projekt in zwei Phasen aufgeteilt. Die Anliegergemeinden zwischen Thann und Kruth fordern den Bau der zweiten Phase.

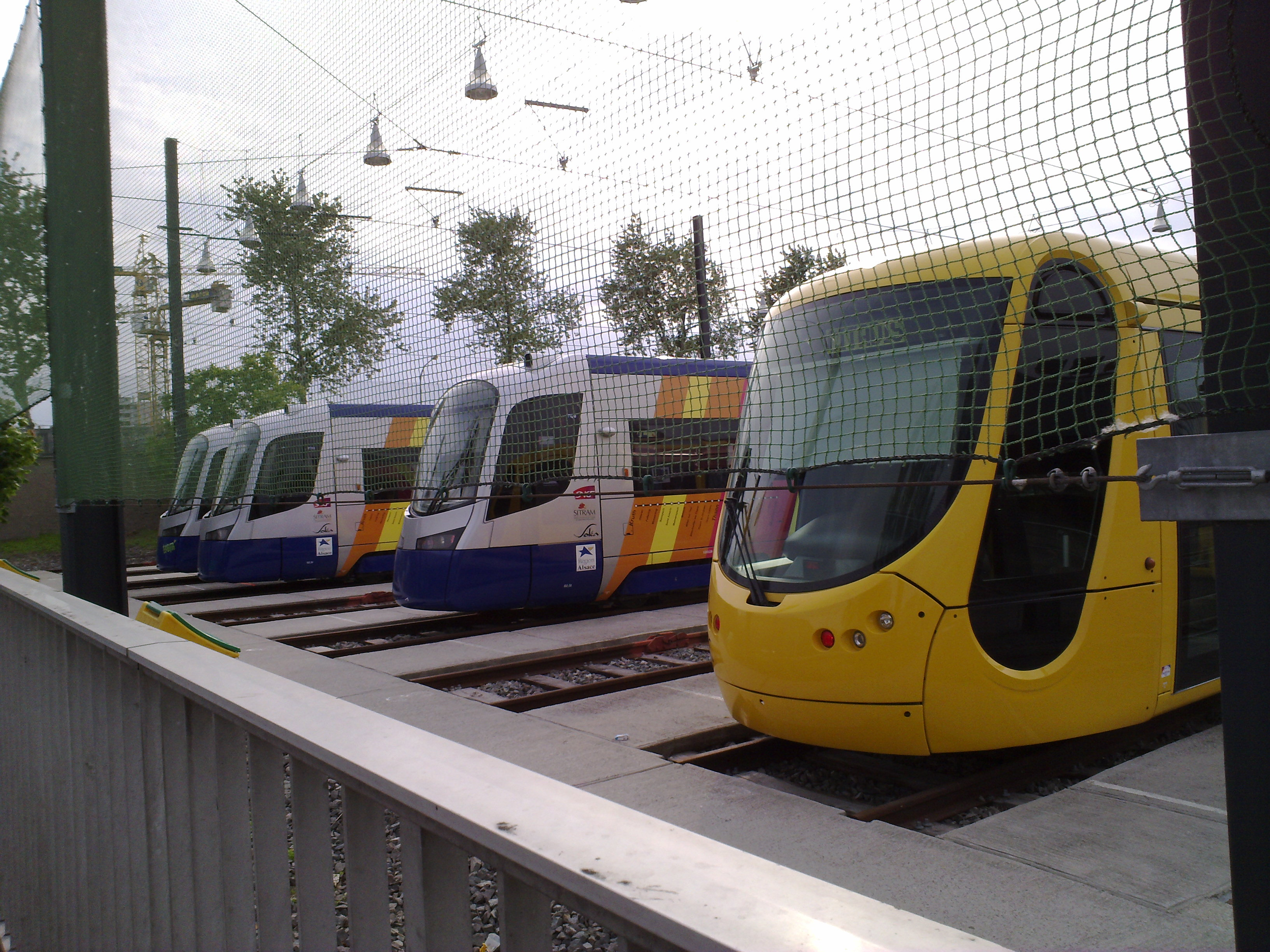
Drei Avanto-Triebzüge im Depot von Soléa abgestellt

## Fahrzeuge
Für den Betrieb stehen zwölf Gelenktriebwagen der Bauart Siemens Avanto zur Verfügung. Sie werden bei der SNCF als U 25500 bezeichnet, sind 36,678 m lang und verfügen pro Fahrzeugseite über fünf Doppeltüren für den Fahrgastwechsel. Die Fahrzeuge können unter Oberleitung mit 25 kV / 50 Hz Wechsel- und mit 750 Volt Gleichspannung eingesetzt werden. Diese Züge wurden in Duppigheim durch die Firma Lohr gebaut. Die Innen- und Außengestaltung stammt von Peret.

## Betrieb
An Werktagen fahren die Züge im Halbstundentakt. Sonntags gibt es jede Stunde einen Zug. Werktags verdichten TERs den Fahrplan, um Anschlüsse zu anderen TER herzustellen, unter anderem mit dem TER 200, der von Straßburg nach Basel verkehrt.
Die Reisezeit zwischen Vieux-Thann und Porte Jeune beträgt 32 Minuten. Der TER von Vieux-Thann zum Bahnhof Mulhouse benötigt 18 Minuten.
Im ersten Betriebsjahr haben 18,4 % mehr Fahrgäste die Züge (TER und Tram-Train) zwischen Thann und Mulhouse genutzt als im Jahr zuvor. Doch die erhoffte Entlastung des Straßenverkehrs blieb zunächst aus. Bis Ende 2013 soll das ursprüngliche Ziel, die Verdoppelung der Fahrgastanzahl, erreicht werden.

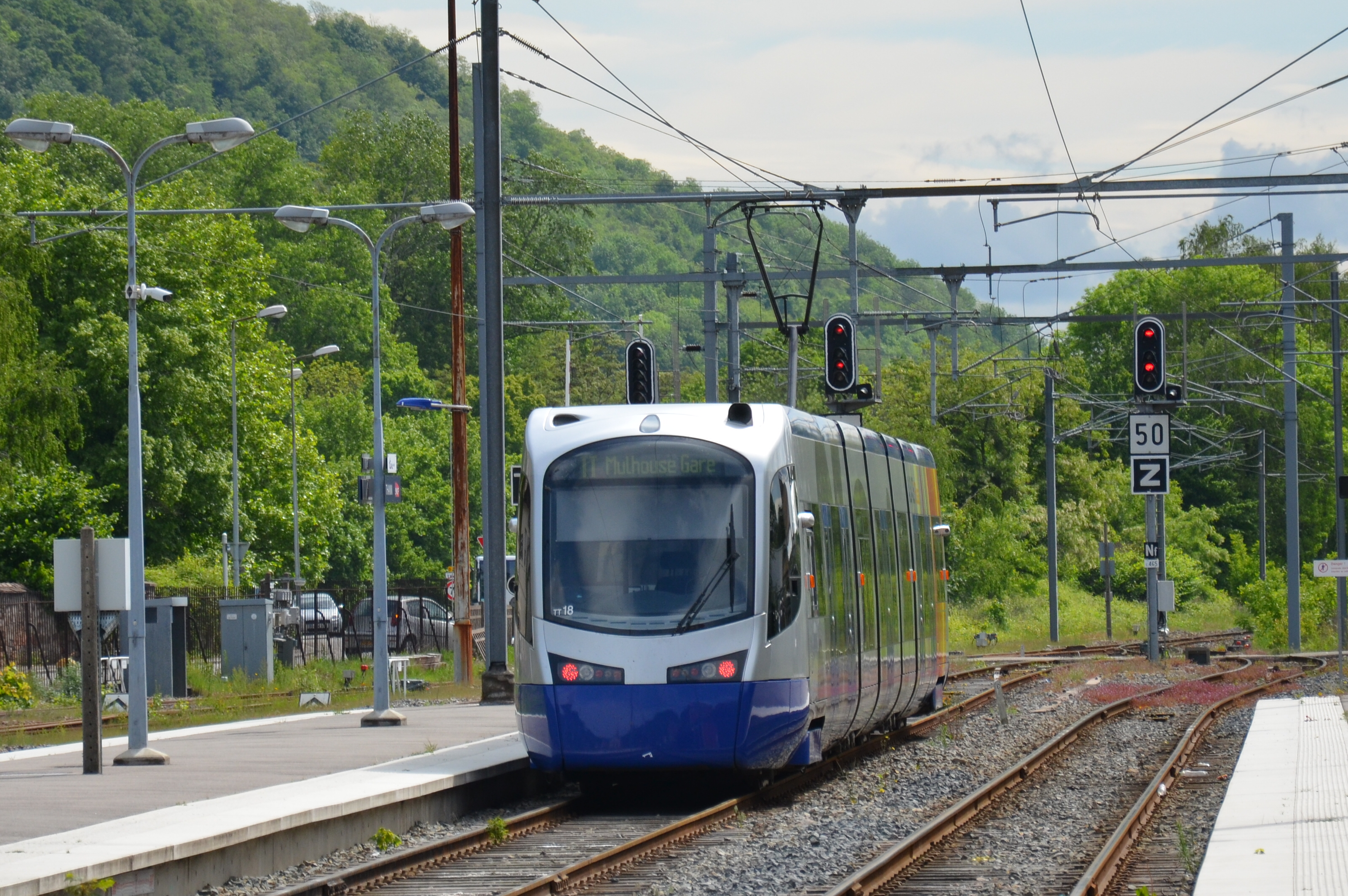
Siemens Avanto Tram-Train im Bahnhof Thann

## Finanzierung
Insgesamt wurden 147,05 Millionen Euro investiert, davon entfallen 84,4 Millionen auf den Neu- und Ausbau der Infrastruktur und 63 Millionen für die Beschaffung des Rollmaterials.
Die Finanzierung der Infrastruktur wurde zu 35,4 % von der Région Alsace (29,9 Mio. Euro) und zu 32,5 % (27,4 Mio. Euro) vom Staat, über den Belebungsplan (plan de relance), finanziert. Die restlichen Kosten teilten sich das Département du Haut-Rhin (10,5 Mio. Euro), die SITRAM (Stadt Mulhouse und M2A) (8 Mio. Euro), Réseau ferré de France (7,6 Mio. Euro) und die SNCF (1 Mio. Euro), auf.
Die Fahrzeuge und die Werkstatt wurden von der Région Alsace (39,87 Mio. Euro) und M2A (22,78 Mio. Euro) finanziert. Die Werkstatt des Tram-Trains, in Mertzau, hat 9,8 Mio. Euro gekostet, die Fahrzeuge 52,9.